# 佐藤和彦
佐藤 和彦（さとう かずひこ、1937年3月17日 - 2006年5月13日）は、日本史学者。東京学芸大学名誉教授。

## 経歴
愛知県名古屋市生まれ。私立東海高校を経て、1959年早稲田大学第一文学部卒業。1965年同大学院文学研究科博士課程単位修得退学。68年東京大学史料編纂所入所、69年助手、75年東京学芸大学教育学部助教授、教授、2000年定年退官。帝京大学文学部教授。在職中の2006年5月13日、和歌山県立図書館で開かれた小山靖憲追悼シンポジウムに参加した際、討論時間に質問した直後に倒れ、病院に運ばれたが間もなく急性心不全のため死去した。
1981年「南北朝内乱史論」により、早稲田大学から文学博士の学位を授与される。

## 著書
- 『日本の歴史 11 南北朝内乱』小学館 1974
- 『南北朝内乱史論』東京大学出版会 1979
- 『自由狼藉・下剋上の世界 中世内乱期の群像』小学館創造選書 1985。「中世内乱期の群像」河出文庫 1991
- 『中世民衆史の方法 反権力の構想』校倉書房 1985
- 『「太平記」の世界 列島の内乱史』新人物往来社 1990。吉川弘文館 2015 読みなおす日本史
- 『「太平記」を読む 動乱の時代と人々』学生社 1991
- 『「強い男」入門 足利尊氏に見るほんとうの"悪党"とは』ごま書房 1991 ゴマセレクト
- 『日本中世の内乱と民衆運動』校倉書房 1996 歴史科学叢書
- 『戦いに強い男になる法 乱世を勝ち抜く「悪党」の生き方』ひらく 1998
- 『中世社会思想史の試み 地下の思想と営為』校倉書房 2000

- 『中世の一揆と民衆世界』東京堂出版 2005
- 『中世民衆史研究の軌跡 佐藤和彦の歴史と学問』佐藤和彦先生追悼文集刊行会編 岩田書院 2008

## 共編著
- 『絵図にみる荘園の世界』小山靖憲共編 東京大学出版会 1987
- 『楠木正成のすべて』編 新人物往来社 1989
- 『人物でたどる日本荘園史』阿部猛共編 東京堂出版 1990
- 『図説太平記の時代』編 工藤敬一ほか 河出書房新社 1990
- 『ばさら大名のすべて』編 新人物往来社 1990
- 『中世史用語事典』編 新人物往来社 1991
- 『論集足利尊氏』編 東京堂出版 1991
- 『太平記絵巻』宮次男共編 河出書房新社 1992
- 『図説鎌倉歴史散歩』錦昭江共編 河出書房新社 1993
- 『図説京都ルネサンス』下坂守共編 河出書房新社 1994
- 『租税（日本史小百科）』編 東京堂出版 1997
- 『中世の民衆 教養の日本史』編 東京堂出版 1997
- 『日本荘園大辞典』阿部猛共編 東京堂出版 1997
- 『「能」の心理学 ユング心理学からみた日本文化の深層』高橋豊共著 河出書房新社 1997
- 『北条高時のすべて』編 新人物往来社 1997
- 『西行のすべて』樋口州男共編 新人物往来社 1999 『西行 花と旅の生涯』文庫
- 『図説北条時宗の時代』錦昭江共編 河出書房新社 2000 ふくろうの本
- 『展望日本歴史 10 南北朝内乱』小林一岳共編 東京堂出版 2000
- 『北条時宗のすべて』樋口州男共編 新人物往来社 2000
- 『基礎からベスト基本問題集日本史B 新課程対応版』学習研究社 2003
- 『基礎からベスト日本史B 新課程対応版』学習研究社 2003
- 『後醍醐天皇のすべて』樋口州男共編 新人物往来社 2004
- 『祭りの事典』保田博通共編 東京堂出版 2006
- 『吾妻鏡事典』谷口榮共編 東京堂出版 2007
- 『中世の内乱と社会』編 東京堂出版 2007
- 『南北朝遺文 関東編』全7巻 伊東和彦,山田邦明,角田朋彦、清水亮共編 東京堂出版 2007-2017
- 『日本中世内乱史人名事典』樋口州男,錦昭江,松井吉昭,櫻井彦,鈴木彰共編 新人物往来社 2007
- 『日本中世史事典』阿部猛共編 朝倉書店 2008

## 記念論集
- 『相剋の中世 佐藤和彦先生退官記念論文集』東京堂出版 2000

## 参考
- 祭りの事典 - 紀伊國屋書店BookWeb
- 佐藤和彦先生略歴ならびに主要著作目録 史海 2000-06
- 佐藤和彦さん略年譜・主要著作目録 (追悼 佐藤和彦さんを偲ぶ) 民衆史研究 2006-11
- 佐藤和彦先生追悼文集刊行会 編「年譜」『中世民衆史研究の軌跡』岩田書院、2008年、414-418頁。